# Hiperboliczne obniżenie wartości
Hiperbolicznym obniżeniem wartości określa się ludzką tendencję do preferowania wcześniejszych zysków nad późniejsze tym silniej, im oba zyski są bliższe obecnej chwili. 

## Przykład
Mając do wyboru 50 dolarów natychmiast bądź otrzymanie 100 dolarów za rok, większość ludzi wybierze 50 dolarów natychmiast. Jednak mając do wyboru 50 dolarów za 5 lat albo 100 dolarów za 6 lat, większość ludzi wybierze tę drugą opcję.
Warto zauważyć, że samo obniżanie wartości ma racjonalne podstawy. Pieniądze otrzymane wcześniej można zainwestować i wyciągnąć z nich dodatkowe zyski. Ponadto każde odłożenie wypłaty zwiększa prawdopodobieństwo pojawienia się czynników, które tę wypłatę zdewaluują lub w ogóle unieważnią. Przykład: załóżmy wybór pomiędzy zapłaceniem za kolację teraz 50 dolarów a odłożeniem zapłaty o 60 lat i zapłaceniem 100 tys. dolarów. Właściciel restauracji może ocenić drugą opcję bardzo nisko, np. dlatego że późniejszej wypłaty może w ogóle nie dożyć. 

## Sformułowanie teorii
Eksperymenty z użyciem rzeczywistych pieniędzy doprowadziły do powstania teorii, że subiektywna funkcja dyskonta ma zwykle kształt hiperboli, czyli wartość wypłaty ludzie oceniają jako odwrotnie proporcjonalną do czasu oczekiwania na nią. Jest to istotne z punktu widzenia instytucji finansowych, ponieważ ekonomicznie racjonalne jest zakładanie raczej wykładniczego obniżenia wartości: o taki sam procent w kolejnych jednostkach czasu. Ta rozbieżność jest często wykorzystywana np. przez banki przy udzielaniu kredytów. Przykładowo odroczenie terminu spłaty kredytu wydaje się klientowi znacznie większym ustępstwem niż rzeczywiście jest ono dla banku.